# Randselbjerg
Randselbjerg eller Værkshøj  (også Ranselbjerg el. Vexhøi, på tysk Rantzauhöhe, Warkshöhe el. Werkshug, på nordfrisisk Ranselsberag el. Wiarkshuuch) er en 45 meter høj bakke beliggende syd for Læk og nord for Soholm Å i Læk Sogn (Kær Herred) i det vestlige Sydslesvig. Administrativt hører højen under Enge-Sande Kommune i Nordfrislands Kreds i den nordtyske delstat Slesvig-Holsten. Randselberg er det højeste punkt i Langbjerget og det tredjehøjeste punkt i nuværende Nordfrislands Kreds. Højen er lyngbegroet. Det siges, at Langbjerget kaldes Randselbjerg, hvor landvejen imellem Læk og Bredsted skærer den.
Forleddet i Randselbjerg er afledt af ransel (≈rygsæk). Navnet er måske givet som sammenligningsnavn af fodgængere. Stednavnet er på tysk senere forvansket til adelsnavnet Rantzau-. Forleddet i Værkshøj er uvist. Der berettedes om en tidligere gravhøj på Værkshøj. Åsen skiller historisk dansk og nordfrisisk bosættelsesområde fra hinanden.